# NGC 1554
NGC 1554 (également appelée la nébuleuse perdue de Struve) est une nébuleuse variable située dans la constellation du Taureau. Cette nébuleuse est depuis disparue du ciel. Elle a été découverte indépendamment par l'astronome russo-américain Otto Struve et par l'astronome prussien Heinrich d'Arrest en 1868. 